# 보잉 WC-135 콘스탄트 피닉스
WC-135 콘스탄트 피닉스는 보잉 C-135 Stratolifter에서 파생 된 특수 목적의 항공기로 미국 공군에서 사용한다. 핵 폭발을 탐지하고 식별하기 위해 대기에서 샘플을 수집하는 용도로 개발되었다. 또한 관계자들이나 국제적인 매체에서는 각각 비공식적으로 "날씨 조류" 또는 "스니퍼 (sniffer)"라고도 부른다.

## 운영 역사

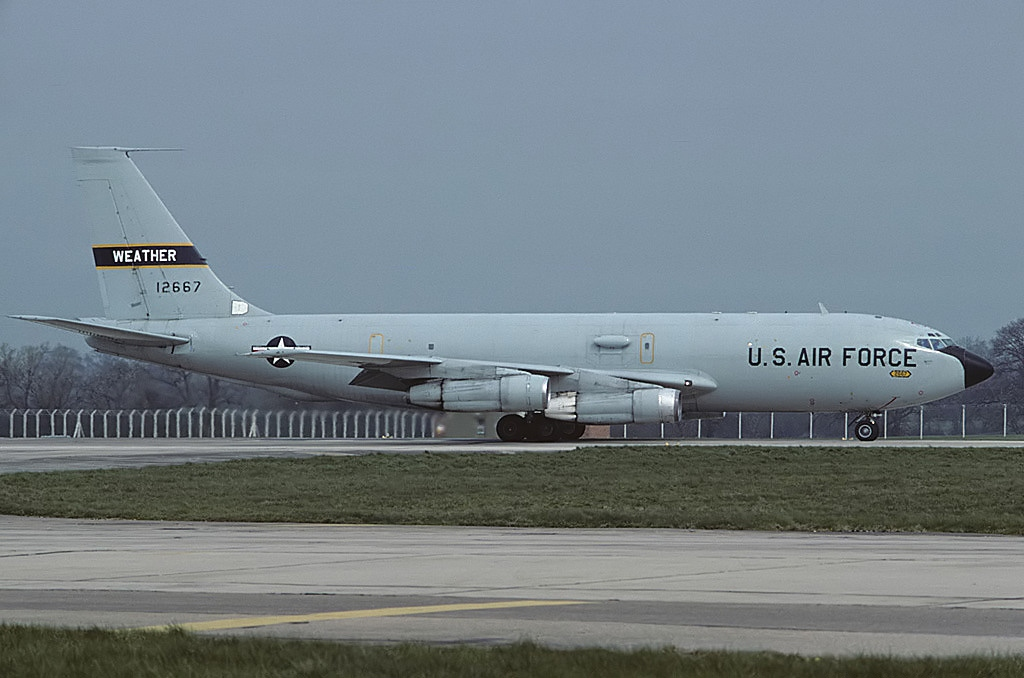
1988년 페어 포드에서 WC-135B. 이 항공기는 WC-135W로 계속 사용된다.

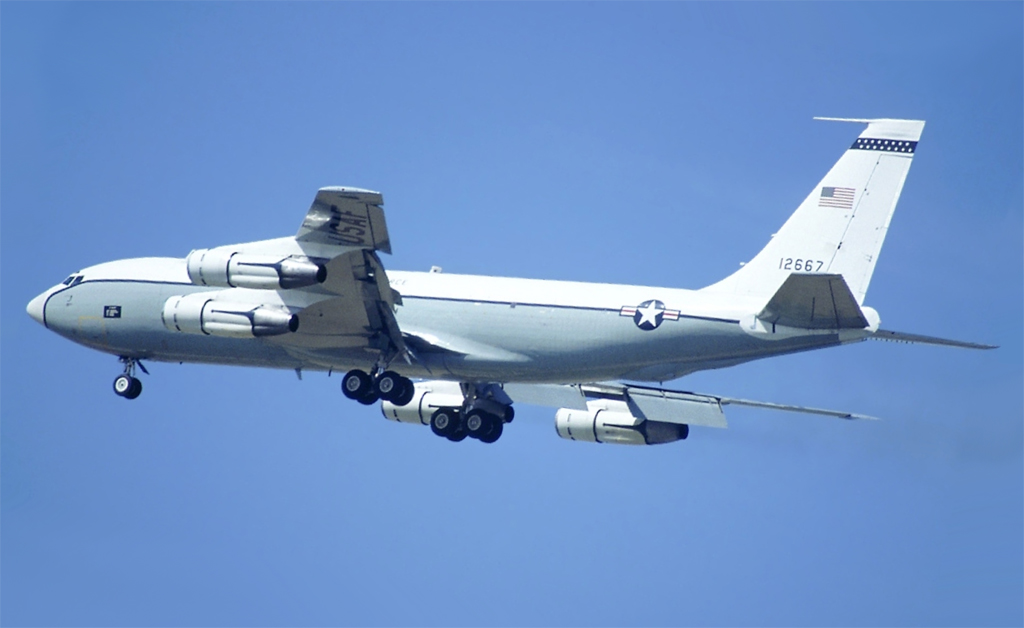
1992년 RAF Alconbury에서 본 항공기

WC-135는 1965년 12월에 도입되었고, 기상 정찰 및 공기 샘플링 임무에서 보잉 WB-50 항공기를 대체했다. 초기에 10 대의 항공기가 C-135B 수송기에서 개조되었으며, MAC (Magic Airlift Command) 및 캘리포니아 맥 클레 런 공군 기지의 제 55 기상 정찰대로 배치되었다. 나머지는 미국과 전세계의 다양한 기지에 배치됐다. 이 기체들은 종종 원래 목적 이외의 다른 역할을 수행했는데, 1980년대 후반과 1990년대 초 몇몇 기체는 임시로 RAF 밀든홀에 위치한 10 공수 사령부 및 제어 비행 중대에 EC-135Hs의 비행 시간의 축적을 줄일 수 있도록 훈련기로 할당되었고, 다른 기체는 필요에 따라 병력을 운송하는데 사용됐다.
대부분의 기체는 1990년대 초반에 퇴역했지만 추가 사용을 위해 3 대가 유지되었다. 일련 번호 61-2666은 NC-135로 변환되었으며 RC-135 장비 업그레이드를 위한 테스트 베드로 사용된다. 일련 번호 61-2667은 프로젝트 이름 콘스탄트 피닉스를 받고 WC-135W로 업그레이드되었으며 네브래스카 주 Offutt 공군 기지에서 45 차 정찰 전대와 함께 사용된다. 일련 번호 61-2674는 최초의 OC-135B Open Skyes 관측기로 개조되어 1993년에 사용 재개했다. 1997년에 퇴역 후 2대의 추가 항공기로 교체되었다.
이전 EC-135C, 일련 번호 62-3582는 1998년 콘스탄트 피닉스로 지정된 WC-135C로 변환되었다.
2018년 4월에 45 대의 정찰 전대가 운영하는 2대의 항공기를 대체하기 위해 3 대의 KC-135R 유조선 항공기가 WC-135R 콘스탄트 피닉스 항공기로 전환 될 것이라고 발표되었다. 첫 번째 항공기는 2019년 9월부터 텍사스 그린빌에서 L3 Technologies에 의해 개조될 예정이다.

## 임무
WC-135B 및 WC-135W 콘스탄트 피닉스 대기 수집 항공기는 1963년의 제한된 핵 시험 금지 조약을 지원하여 대기의 접근 가능한 지역에서 미립자 잔해와 가스 유출 물을 수집함으로써 국가 차원의 정보 소비자를 지원한다.

## 외형
콘스탄트 피닉스의 변형은 주로 항공기의 대기압 수집 제품군과 관련이 있으며, 이를 통해 미션 승무원은 실시간으로 방사성 잔해 "구름"을 감지 할 수 있다. 항공기에는 여과지에 미립자를 수집하기 위한 외부 흐름 장치와 고압 보유 구체에서 수 된 전체 공기 샘플을 위한 압축기 시스템이 장착되어 있다. 다른 명칭에도 불구하고 C와 W는 모두 동일한 임무 장비를 운반한다 (RC-135V 및 W 항공기와 유사).
내부에는 조종석 승무원, 유지 보수 직원 및 공군 기술 응용 센터의 특수 장비 운영자를 포함하여 33명의 좌석이 있다. 방사선 노출을 줄이기 위해 작업 분류에서는 승무원을 미션 필수 인원인 조종사, 항해자 및 특수 장비 운영자로 최소화했다.

### 벨라 사건
WC-135B 항공기는 1979년에 25 종을 날아 벨라 위성에 의해 감지 된 남 대서양의 이중 섬광이 핵무기 시험인지 확인하려고 시도했지만 결과는 결정적이지 못했다.

### 파키스탄 및 인도
콘스탄트 피닉스 항공기는 1998년 파키스탄과 인도가 수행한 핵 실험에 대한 정보를 수집하는 데 사용되었다.

### 북한
2006년 10월 6일, 일본 교도 뉴스 대변인은 핵 실험에서 방사선을 탐지 할 수 있는 미군 항공기가 일본 남부에서 이륙했다고 보도했다. 이는 북한 핵 실험 모니터링 준비를 위한 미국의 노력의 일환으로 여겨졌다.
2006년 10월 9일 북한의 공식 중앙 통신사 (KCNA)는 이 나라가 지하 핵 실험을 성공적으로 수행했다고 보도했다.
2006년 10월 13일, CNN은 다음과 같이보고했다. "미국 공군은이 지역에서 공기 샘플을 수집하기 위해 화요일 WC-135 콘스탄트 피닉스 대기 수거기를 비행했다. 미국 최고 정보국 관계자의 발표에 따르면 북한의 공기 샘플에 대한 예비 분석에 따르면 '북한 핵 실험과 일치하는 방사성 파편'이 나타났다. 국가 정보국 존 네그로폰테 (John Negroponte) 국장의이 성명서는 국회 의사당으로 보내졌지만 공개적으로 발표되지는 않았다. CNN은 의회 소식통을 통해 정보를 얻었다. 국가 정보국 보고서에 따르면 수요일에 공기 샘플을 수집 한 결과 월요일에 '풍계 인근에서' 핵 실험과 일치하는 파편이 발견됐다고한다. 한국 국방부는 CNN에 미국이 방사능이 감지되었다고 통보했다고 밝혔다. 이 항공기는 오 푸트 AFB에 기반을두고 오키나와의 카데나 공군 기지 로 보내져 샘플링 임무를 수행했다.
중앙일보는 2009년 6월 17일 북한이 실시한 5월 25일 핵 실험에 대해 다음과 같이 보도했다. "미 공군은 일본 오키나와에 있는 카데나 공군 기지에서 특수 정찰 제트기 WC-135 콘스탄트 피닉스를 두 번 파견하여 공기 샘플을 수집했다."
2010년 11월 23일, 산케이 신문은 북한 핵 실험을 예상하면서 2010년 9월 WC-135가 카데나 공군 기지로 옮겨 졌다고 보고했다.
2013년 1월 31일, WC-135W는 북한의 또 다른 핵 실험을 예상하여 카데나 공군 기지에서 감시 비행을 수행하는 것으로 알려졌다.
2016년 1월 6일, 미 공군은 1월 5일(EST) 수소 폭탄 실험을 성공적으로 수행했다는 북한의 주장을 조사하기 위해 북한 근처의 방사선을 테스트하기 위해 WC-135를 곧 배치할 계획을 확인했다.
2016년 9월 8일에, 한국 관리들이 북한이 0:30(UTC)에 다섯 번째 핵 실험을 수행했다고 확인한 후 WC-135가 곧 한반도 주변 감시 항공편을 시작할 것으로 보고되었다.
2017년 4월 12일 북한과의 긴장이 고조된 가운데 오키나와에 배치되었다. 북한은 2017년 4월 3일 미사일 시험을 실시했다.
2017년 5월 19일, 2 대의 중국 Su-30 전투기가 동중국 해에서 WC-135를 가로 채서 국방부의 공식적인 불만이 제기되었다.

### 일본
2011년 3월 17일, CNN은 WC-135W가 네브래스카의 Offutt 공군 기지에서 알래스카의 Eielson 공군 기지에 배치되었다고 보고했다. 그로부터 일본 주변의 방사성 물질을 탐지하는 데 도움이 되었으며, 2011년 3월 11일 9.0 규모의 지진과 쓰나미로 인해 후쿠시마 I 원자력 발전소에서 방출된 방사능을 모니터링했다.

### 유럽
1986년 WC-135C는 체르노빌 재해 이후 대기를 모니터링하기 위해 유럽에 배치되었다.
2017년 2월 17일, WC-135C가 RAF Mildenhall에 배치되었다고 보고되었다. 이것은 노르웨이-러시아 국경에서 온 요오드-131의 변칙적인 수준에 대한 몇 가지보고에 대한 반응으로 추측되었다. 2017년 4월 10일 현재 요오드-131 방출의 공식적인 원인은 없었다.

## 운영자
링크=|테두리  미국
미국 공군 – 공군 사령부
- 55 번 윙 – Offutt AFB, 네브래스카

제 45 정찰 전대

## 사양
- 승무원 : 미션에 따라 다름
- 길이 : 42.6m (139 피트 11 인치)
- 날개 길이 : 39.9m
- 높이 : 12.8m
- 날개 면적 : 2,433ft² (226m²)
- 최대 이륙 중량 : 136,300 kg (300,500 lb)
- 동력 장치 : 4 × Pratt & Whitney TF33-P-5 (WC-135W); Pratt & Whitney TF33-P-9 (WC-135C) 터보 팬, 각각 16,050 lbf (71.4 kN)

공연
- 최고 속도 : 350 KIAS (648 km / h)
- 범위 : 4000 마일 (6437km)
- 사용 한도 : 12,200m (40,000 피트)
- 날개 적재 : 123.5 lb / ft² (603 kg / m²)
- 추력 / 무게 : 0.21

군비
- 없음

## 같이 보기
- 보잉 KC-135 스트래토탱커
- OC-135B 오픈 스카이
- 보잉 RC-135

## 참조
- 뱅 미터

관련 개발
- 보잉 C-135 스트래토리프터
- 보잉 KC-135 스트래토탱커
- 보잉 OC-135B 오픈 스카이
- 보잉 RC-135

유사 항공기
- WC-130

관련 목록
- List of active United States military aircraft

### 일반
틀:US Air Force